# Dankbarer Boden

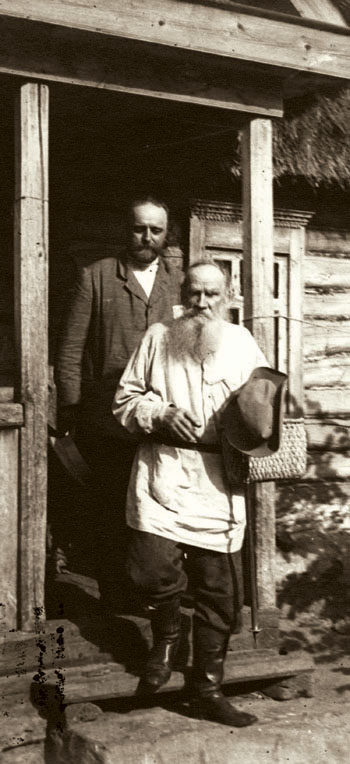
Lew Tolstoi (vorn)
mit Wladimir Tschertkow

Dankbarer Boden (russisch Благодарная почва, Blagodarnaja potschwa) ist eine Kurzgeschichte von Lew Tolstoi aus dem Sommer 1910. Der Autor notierte die kleine Erzählung am 21. Juni während eines Aufenthalts bei seinem Freunde und Verleger Wladimir Tschertkow in Meschtscherskoje in sein Tagebuch. Am 9. Juli wurde der Text in Jasnaja Poljana maschinenschriftlich fixiert und erschien am 14. Juli in den Zeitungen Retsch, Russkije wedomosti und  Utro Rossii. Ebenfalls anno 1910 erfolgte die Publikation im Verlag Posrednik. 1983 kam der Text in Bd. 14 Powesti und Erzählungen der 22-bändigen Tolstoi-Ausgabe im Verlag für Künstlerische Literatur in Moskau heraus.

## Inhalt
Tolstoi gibt sich via Erzählrahmen, also durch die Erwähnung des oben genannten Besuchs bei Tschertkow in Meschtscherskoje, als Ich-Erzähler zu erkennen. Er agitiert mit Broschüren und seinen Überredungskünsten gegen die Trunksucht unter den russischen Bauern. Dabei trifft Tolstoi auf dem Acker den 18-jährigen pflügenden Bauern Alexander. Der Junge ist schon seit dem vierzehnten Lebensjahr sein eigener Herr, bewirtschaftet mit der Mutter einen kleinen Hof, muss sich aber zusätzlich bei Bauern mit größerem Besitz verdingen, weil sein Boden ihn und die Mutter nicht ernähren kann. Mit dem Boden im Titel der Kurzgeschichte ist aber nicht die fruchtbare russische Heimaterde gemeint, sondern eine Charaktereigenschaft des russischen Bauern: seine Gutmütigkeit. Diese rührt den alten Tolstoi in seinem Sterbejahr zu Tränen. Alexander gibt dem Agitator in allem Recht. Der junge Bursche nimmt sogar nach getaner Arbeit auf dem Felde des Großbauern einen mehrere Werst langen Fußmarsch in Kauf. Alexander kann lesen. Er holt sich bei Tolstoi aufklärende Literatur zum Thema Antialkoholismus.

## Verwendete Ausgabe
- Dankbarer Boden. Aus dem Tagebuch. Aus dem Russischen übersetzt von Dieter Pommerenke. S. 484–491 in: Eberhard Dieckmann (Hrsg.): Lew Tolstoi. Hadschi Murat. Späte Erzählungen. Bd. 13 von Eberhard Dieckmann (Hrsg.), Gerhard Dudek (Hrsg.): Lew Tolstoi. Gesammelte Werke in zwanzig Bänden. Rütten & Loening, Berlin 1986